# Julia E. Lenska

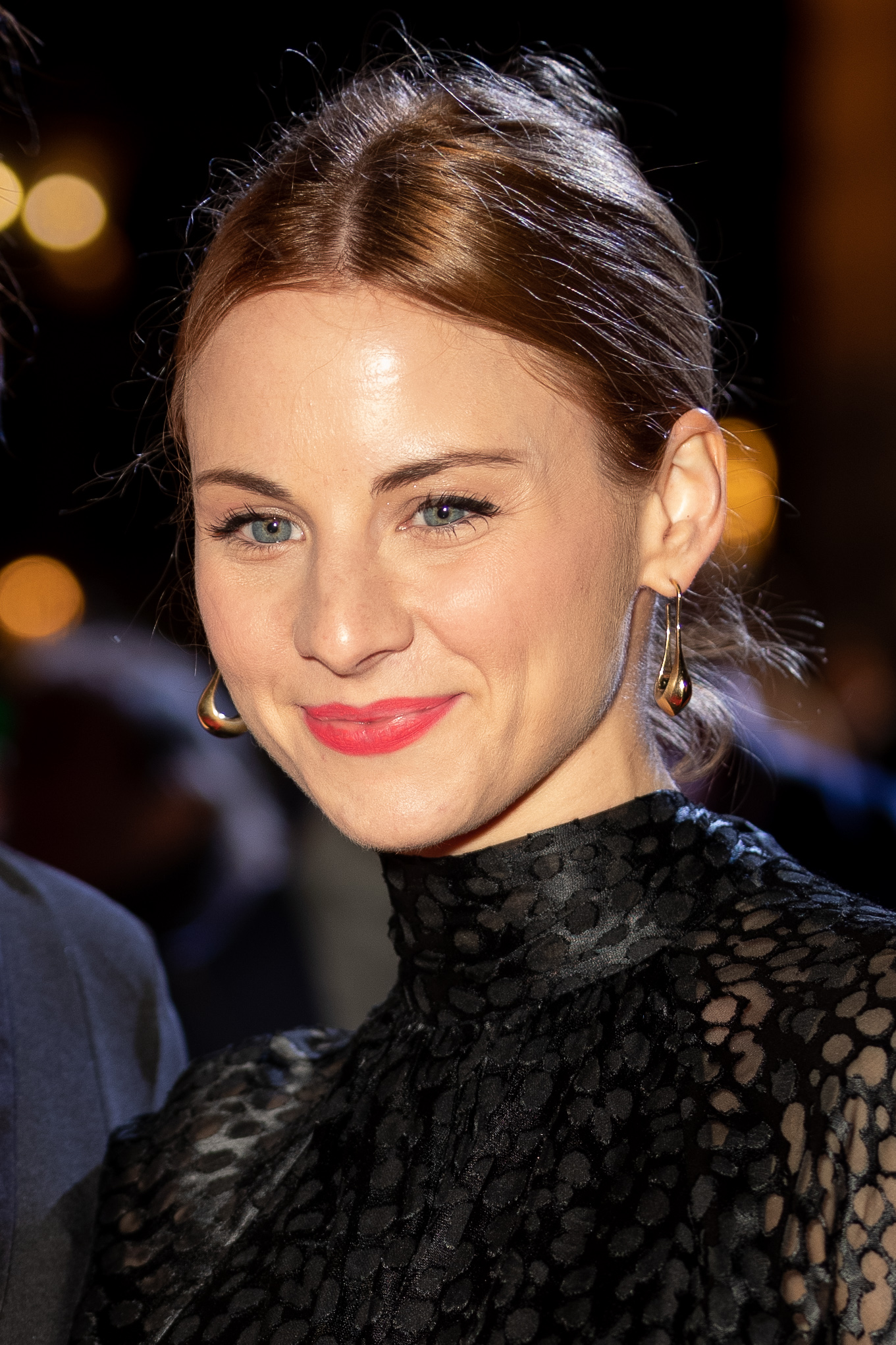
Julia E. Lenska, 2019

Julia E. Lenska, bürgerlicher Name Julia Schäfle (* 22. Juni 1988 in Reutlingen), ist eine deutsche Schauspielerin und Moderatorin.

## Leben
Julia E. Lenska, bürgerlich Schäfle, besuchte das Albert-Einstein-Gymnasium in Reutlingen. Dort spielte sie seit ihrem 14. Lebensjahr Theater und war bis zu ihrem Abitur in der Theater-AG der Schule tätig. 2004 spielte sie in dem Theaterstück Krabat und die 7 Huren – (K)ein Märchen, einer Eigenproduktion des Gymnasiums, ein junges Mädchen aus Osteuropa, das zur Prostitution in Deutschland gezwungen wird. Die Produktion wurde 2004 beim Schultheater der Länder in Deutschland ausgewählt, das Land Baden-Württemberg zu repräsentieren. Im September 2004 gastierte sie mit dieser Inszenierung im Theaterhaus Stuttgart im Rahmen des bundesweiten Festivals. Im November 2004 spielte Schäfle die Rolle auch bei einem Gastspiel am Landestheater Tübingen.
2007 und 2008 trat sie beim Kinder- und Jugendtheater im Landestheater Tübingen in den Produktionen Auf der Höhe der Zeit (2007) und Beziehungswaisen (2008) auf. 2009 machte sie die offene Ausbildung beim Theater Total in Bochum und übernahm in der Abschlussproduktion die Rolle der Elisabeth von Valois in Friedrich Schillers Schauspiel Don Karlos. Schäfle erhielt für ihre Darstellung sehr gute Kritiken; sie verkörperte eine „großartige Königin, die die Balance zwischen Anmut und Machtbewusstsein genau trifft“.
2010/11 studierte Julia E. Lenska Schauspiel an der Folkwang Universität der Künste. Sie spielte in dieser Zeit bereits erste Haupt- und Nebenrollen in Kurzfilmen und Hochschulabschlussfilmen. 2011 war sie als Mädchen Blondie in dem Jugendfilm Romeos zu sehen, der auch auf der Berlinale 2011 gezeigt wurde. 2011 war sie in der ZDF-Telenovela Lena – Liebe meines Lebens für mehrere Folgen als Ronja Richter in einer Nebenrolle zu sehen. Sie verkörperte die intrigante und neidische Auszubildende im Frisörsalon von Frau Flamm.
2011 stand sie in einer Hauptrolle für die ARD in dem Fernsehfilm Der Mann, der alles kann vor der Kamera. In der Kriminalkomödie spielt sie die Rolle der Jule Meier, die Tochter der Frisörin Rita.
2012 erhielt Lenska in der Daily-Soap Hotel 13 von Nickelodeon eine Hauptrolle, in der sie von 2012 bis 2013 als Liv Sonntag zu sehen war. Im März 2013 moderierte sie zudem für Nickelodeon den deutschsprachigen Teil der Nickelodeon Kids’ Choice Awards. Ab Mai 2013 stand sie zusammen mit Patrick Baehr für die 2. Staffel von Cheeese vor der Kamera und löste damit Franziska Alber ab.
Von 2013 bis 2016 absolvierte sie ihre Schauspielausbildung an der Hochschule für Musik, Theater und Medien in Hannover. Während ihrer Ausbildung spielte sie 2014 am Studiotheater Hannover. 2015 trat sie im Rahmen ihres 4. Studienjahrs am Staatstheater Braunschweig in dem Stück Mutter Courage und ihre Hunde von Marta Górnicka auf.
2016 spielte sie Kerstin Hemmersbach, die Controllerin des Steinkamp-Zentrums, in der RTL-Serie Alles was zählt. In der Fernsehserie In aller Freundschaft – Die jungen Ärzte (Erstausstrahlung: Juni 2016) hatte sie eine Episodenhauptrolle als Patientin Alice Rotloff. In den Folgen 736–738 war sie im August 2016 in der Fernsehserie In aller Freundschaft als Krankenschwester Nadine Meyer zu sehen.
Julia E. Lenska hat in der ARD-Serie Morden im Norden seit der vierten Staffel, die ab Januar 2017 ausgestrahlt wurde, eine durchgehende Serienhauptrolle als Polizeihauptmeisterin Nina Weiss. In der 2020 gedrehten 8. Staffel der Serie, die Anfang 2022 erstausgestrahlt wurde, pausierte ihre Rolle wegen Mutterschutz; stattdessen gehörte Amelie Plaas-Link in der Rolle der Polizeiobermeisterin Ida Müller-Dogan zum Ermittlerteam.
Seit 2019 tritt sie als Julia E. Lenska auf. Im Sommer 2020 wurde sie das erste Mal Mutter. Lenska lebt in Köln.

## Filmografie (Auswahl)
- 2010: 72 Stunden (Kurzfilm)
- 2011: Ghost I–1 (Kurzfilm)
- 2012: Ghost I–2 (Kurzfilm)
- 2011: Romeos (Fernsehfilm)
- 2011: Lena – Liebe meines Lebens (Fernsehserie)
- 2011: Horst & Marie (Kurzfilm)
- 2012: Der Mann, der alles kann (Fernsehfilm)
- 2012: Die sechs Schwäne (Fernsehfilm)
- 2012–2013: Hotel 13 (Fernsehserie; Nickelodeon, 20 Folgen)
- 2013: Cheeese (Fernsehserie; Nickelodeon)
- 2015–2016: Das Netzwerk (Webserie; Studio71)
- 2016: Alles was zählt (Fernsehserie, 21 Folgen)
- 2016: In aller Freundschaft – Die jungen Ärzte (Fernsehserie; Folge Aus und vorbei)
- 2016: In aller Freundschaft (Fernsehserie; Serienrolle, Folgen 736–738)
- 2016: Zoo ohne Tiere (Webserie)
- 2017: SOKO Leipzig (Fernsehserie; Folge: Wer Wind sät)
- 2017: Die Bergretter (Fernsehserie; Folge: Entscheidung im Eis)
- 2017: Markus Specht (Webserie)
- 2017: Right Exit (Webserie)
- seit 2017: Morden im Norden (Fernsehserie; Serienrolle)
- 2018: Placeboeffekt (Webserie)
- 2018: Deborah (Webserie, 1 Folge)
- 2018: SOKO Köln (Fernsehserie; Folge: Tod des Feminismus)
- 2018: SOKO Wismar (Fernsehserie; Folge: Tod eines Lebensretters)
- 2018: Tatort: Anne und der Tod
- 2018: Billy Kuckuck – Margot muss bleiben! (Fernsehfilmreihe, Episode 1)
- 2019: Billy Kuckuck – Eine gute Mutter (Fernsehfilmreihe, Episode 2)
- 2019: Wilsberg: Minus 196° (Fernsehreihe)
- 2019: Merz gegen Merz (Fernsehserie, 1 Folge)
- 2019: Verliebt auf Island (Fernsehfilm)
- 2019: Bettys Diagnose (Fernsehserie; Folge: Gegen alle Widerstände)
- 2019–2024: In aller Freundschaft (Fernsehserie, 3 Folgen)
- 2020: Praxis mit Meerblick – Alte Freunde (Fernsehreihe)
- 2021: Wilsberg: Einer von uns (Fernsehreihe)
- 2022: SOKO Köln (Fernsehserie; Folge: Furry Tales)
- 2023: Sterben ist auch keine Lösung (Fernsehfilm)
- 2024: Perfekt Verpasst (Fernsehserie, 1 Folge)